# Geoffrey Hinton
Geoffrey Everest Hinton, född 6 december 1947 i Wimbledon i London, är en brittisk kognitiv psykolog och datavetare samt Fellow of the Royal Society. Tillsammans John Hopfield tilldelades han Nobelpriset i fysik 2024 för grundläggande upptäckter och uppfinningar som möjliggör maskininlärning med artificiella neuronnätverk”.
Hinton anses tillsammans med Yoshua Bengio och Yann LeCun vara pionjär inom djupinlärning. Han vann tillsammans med Bengio och LeCun Turingpriset 2018.
Han är mest känd för sitt arbete med artificiella neuronnät. Hinton har arbetat för Google och är professor inom datavetenskap vid University of Toronto. Han är aktiv inom deep learning-fältet och var en av de första forskare som visade användningen av generaliserad backpropagation-algoritm för att träna flera lager neuronnät. År 2023 sa han upp sig från Google för att öppet kunna kritisera den teknik han själv skapat. Hinton menar att han ångrar delar av sitt livsverk och har varnat för AI som människan inte kan kontrollera.

## Utmärkelser
- AAAI Fellow,  1990[14]
- Fellow of the Royal Society of Canada,  1996[1]
- Fellow of the Royal Society,  1998[1]
- Hedersdoktor vid Edinburghs universitet,  2001
- Rumelhart Prize,  2001[15]
- IJCAI Award for Research Excellence,  2005
- Gerhard Herzberg Canada Gold Medal for Science and Engineering,  2010
- Hedersdoktor vid University of Sussex,  2011
- Hedersdoktor vid Université de Sherbrooke,  2013
- IEEE Frank Rosenblatt Award,  2014[16]
- IEEE Maxwell Award,  2016[17]
- BBVA Foundation Frontiers of Knowledge Award,  2016
- Turingpriset, med  Yann LeCun och Yoshua Bengio,  2018[18]
- Companion av Kanadaorden,  2018[1]
- Honda-priset,  2019[19]
- Dickson-priset i vetenskap,  2021[20]
- Prinsessan av Asturiens pris för teknisk och vetenskaplig forskning,  2022
- ACM Fellow,  2023[21]
- Nobelpriset i fysik, med  John Hopfield,  8 oktober 2024[22][23]
- IEEE Neural Networks Pioneer Award
- Fellow of the Cognitive Science Society

[Redigera Wikidata]